# Toranomon Hills
Toranomon Hills (虎ノ門ヒルズ, Toranomon Hiruzu) é um projeto complexo de arranha-céus construído pela Mori Building no distrito de Toranomon, em Minato, Tóquio, Japão. Projetado por Nihon Sekkei, foi construído em torno do novo Loop Road No. 2, uma artéria de superfície que ligará os distritos de Shinbashi e Toranomon.
É o edifício mais alto de Tóquio, com uma altura arquitectónica de 255,5 m (838 pé),  superando Midtown Tower, que é de 248 m de altura.
O complexo tem um logotipo feito de quatro barras verticais negras formando uma letra "M" (e também se assemelhando ao kanji "門" do nome Toranomon). Ele também tem um mascote chamado Toranomon (トラのもん)  que é desenvolvido pela Fujiko Pro, a empresa que detinha os direitos do mangá japonês Doraemon.

## Histórico

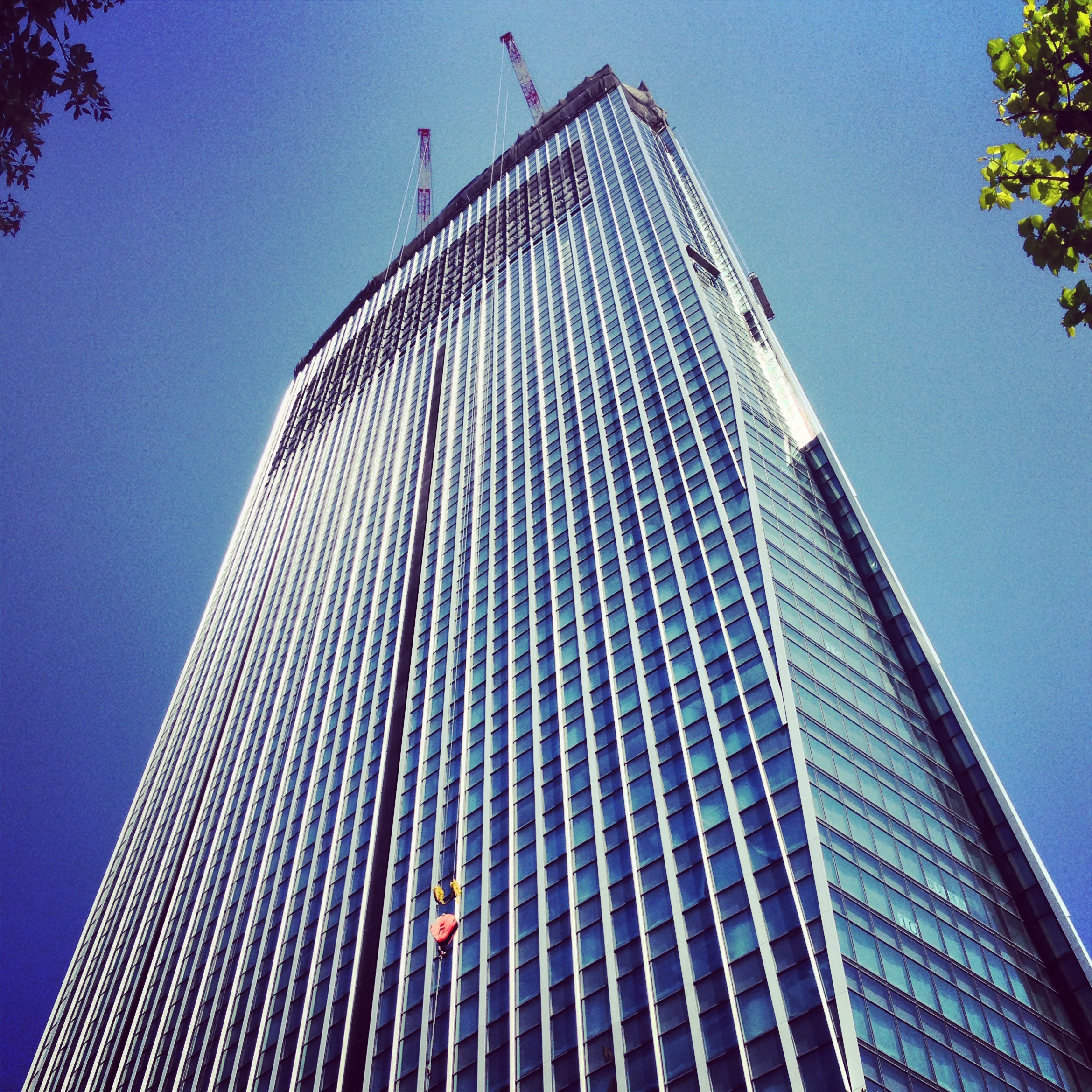
Em construção em maio de 2013

Existem planos desde 1946 para construir uma nova estrada entre Toranomon e Shimbashi como parte de uma estrada circular ao redor do centro de Tóquio. O segmento de Toranomon foi popularmente conhecido como o "MacArthur Road" em homenagem ao general Douglas MacArthur, que liderou a libertação aliada do Japão após a Segunda Guerra Mundial, fazendo referência à proximidade do complexo da Embaixada dos Estados Unidos na vizinha Akasaka. O plano permaneceu não realizado durante décadas devido à incapacidade do governo de expropriar o imóvel principal necessário no centro de Tóquio, mas uma solução foi finalizada por volta de 1989, que envolveu a construção de um novo arranha-céu acima da estrada e a oferta de transferir residentes para o arranha-céu.
O nome provisório do projeto era Loop Line No. 2 Shimbashi/Toranomon Redevelopment Project Building III (環状二号線新橋・虎ノ門地区第2種市街地再開発事業Ⅲ街区). A Mori Building anunciou formalmente o nome Toranomon Hills em 1º de março de 2013.
Toranomon Hills abriu em 11 de junho de 2014.

## Edifício
A torre principal é chamada Mori Tower, nome encontrado em outros complexos construídos pelo Mori Building.
Os andares do edifício são usados da seguinte forma: 
- 47F - 52F: Hotel Andaz Tokyo Toranomon Hills (um hotel boutique de estilo de vida na cadeia Hyatt) com 164 quartos e um spa no 37º andar[5]
- 37F - 46F: residências particulares (172 unidades)
- 6F - 35F: Escritórios
- 4F - 5F: espaço para conferências
- 1F - 4F: lojistas de varejo
- B3F - B1F: Estacionamento para 544 carros

### Inquilinos
O Fundo de Investimento em Previdência do Governo, o maior fundo de aposentadoria do mundo, tem sua sede no 7º andar da Torre Mori. A sede do Japão da Novartis e da State Street Corporation também estão localizadas na Torre Mori. O escritório de advocacia da K &amp; L Gates tem seu escritório em Tóquio no 28º andar. O escritório da ArcelorMittal em Tóquio está localizado no 6 º andar.

## Galeria

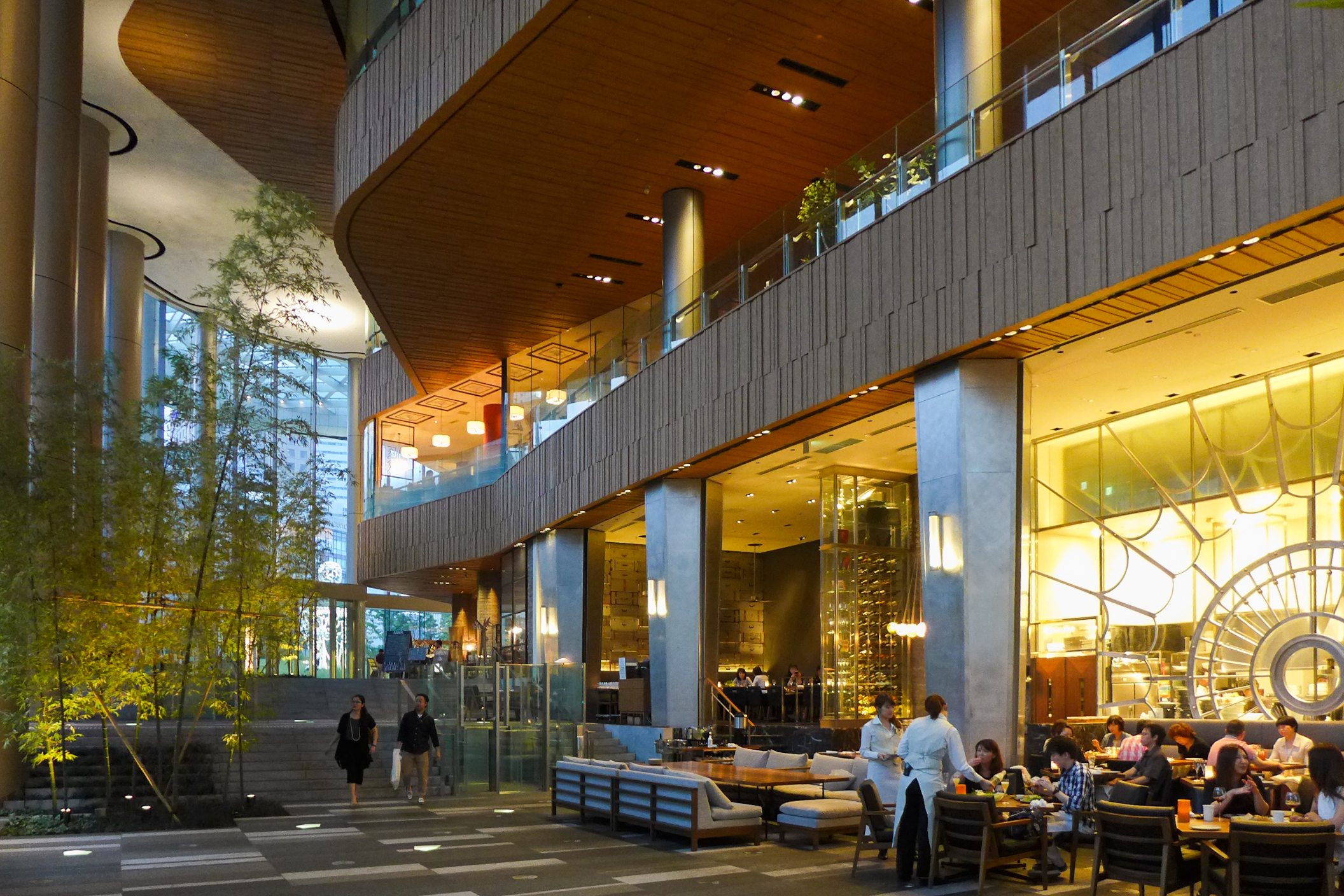
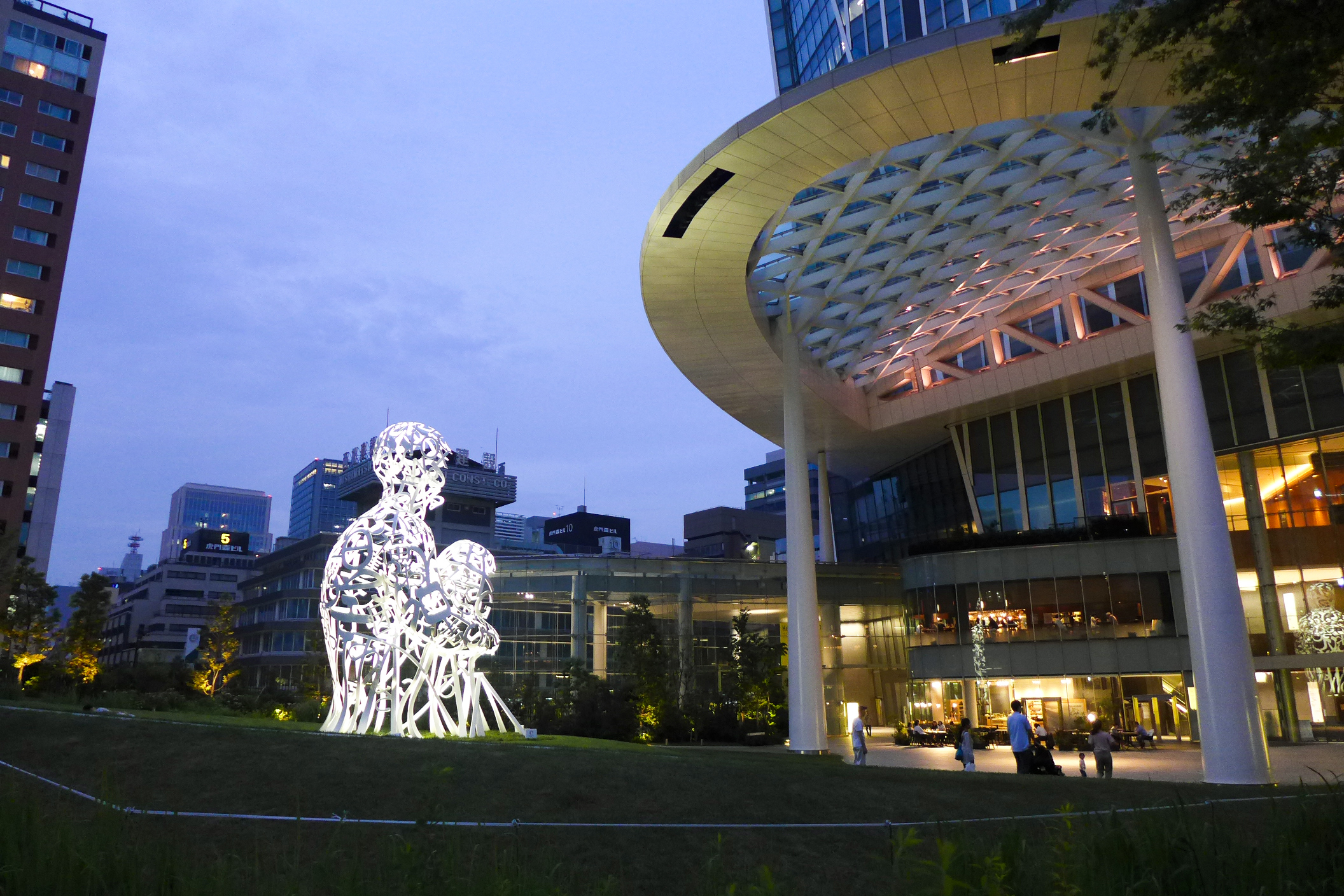
"Praça Oval"
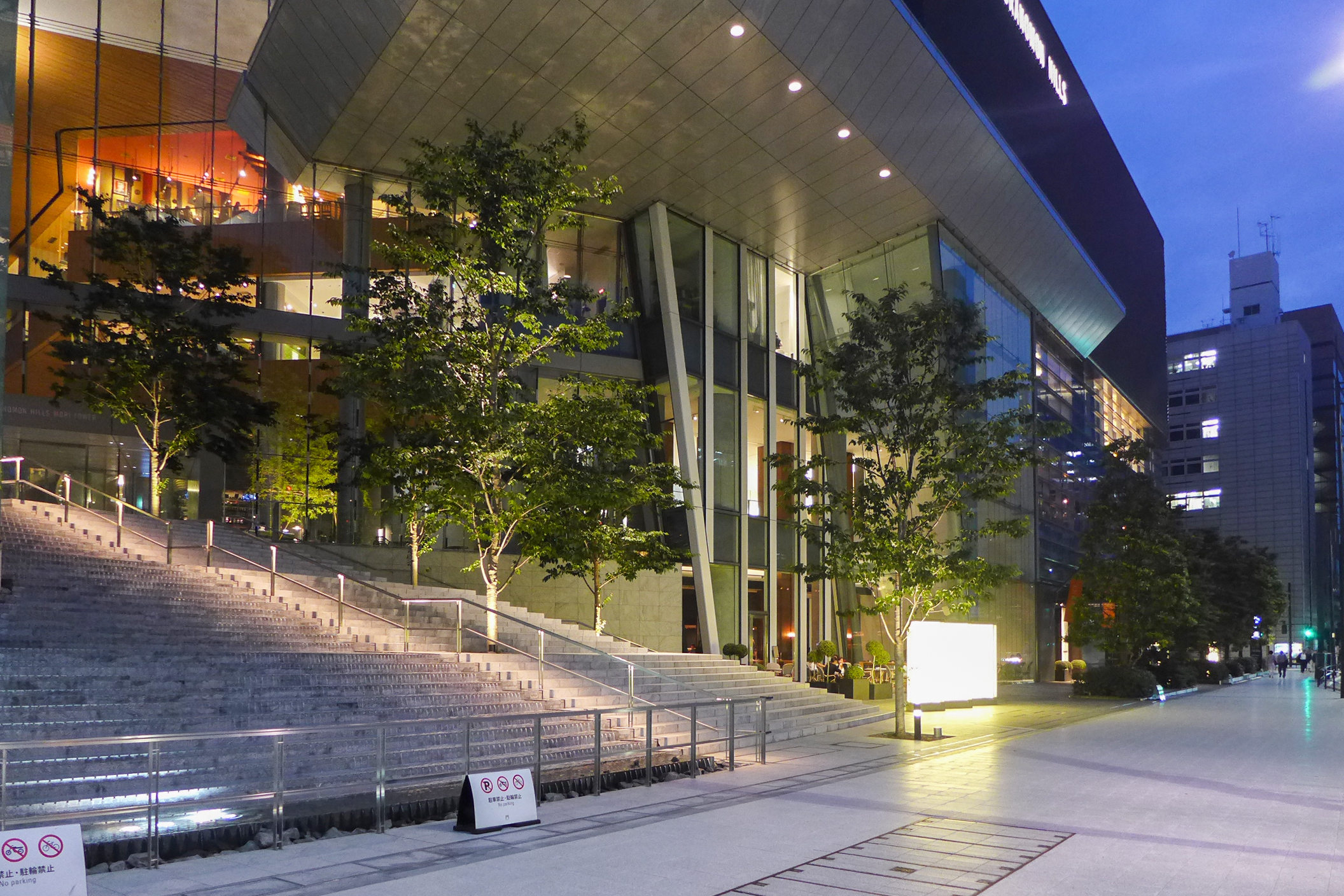
Entrada Shimbashi